# Jamie Lynn Gray
Jamie Lynn Gray nata Beyerle (Lebanon, 26 maggio 1984) è una tiratrice a segno statunitense, vincitrice di una medaglia d'oro ai Giochi olimpici di Londra 2012.

## Palmarès

### Giochi olimpici
- 1 medaglia:
  - 1 oro (carabina 50 metri 3 posizioni a Londra 2012).

### Campionati mondiali juniores
- 1 medaglia:
  - 1 argento (carabina 50 metri 3 posizioni a Lahti 2002).

### Campionati americani juniores
- 3 medaglie:
  - 2 ori (carabina 50 metri 3 posizioni, carabina 50 metri a terra a Fort Benning 2001).
  - 1 argento (carabina 10 metri aria compressa a Fort Benning 2001).

### Giochi panamericani
- 1 medaglia:
  - 1 oro (carabina 50 metri 3 posizioni a Rio de Janeiro 2007).